# Фасівська волость
Фасівська волость — історична адміністративно-територіальна одиниця Житомирського повіту Волинської губернії з центром у селі Фасова.
Станом на 1885 рік складалася з 14 поселень, 14 сільських громад. Населення — 9716 осіб (4875 чоловічої статі та 4841 — жіночої), 617 дворових господарств.
|                     | Площа, десятин | У тому числі орної, дес. |
| ------------------- | -------------- | ------------------------ |
| Сільських громад    | 11076          | 10104                    |
| Приватної власності | 27379          | 4601                     |
| Казенної власності  | —              | —                        |
| Іншої власності     | 198            | 112                      |
| Загалом             | 38653          | 14817                    |

Основні поселення волості:
- Фасова — колишнє власницьке село при річці Тростяниця за 40 верст від повітового міста, 367 осіб, 40 дворів, постоялий будинок, лавка. За 3 версти — колонія німців Фасівська Рудня з 558 мешканцями, постоялий будинок, лавка, 2 вітряних млини. За 5 верст — Турчинецький скляний завод. За 6, 9 та 10 верст — смоляні заводи. За 13 верст — Боровський чавуноливарний  завод.  За 18 верст — Добринський чавуноливарний завод.
- Браженка — колишнє власницьке село при річці Половні, 567 осіб, 61 двір, постоялий будинок.
- Буки — колишнє власницьке село при річці Тростяниця, 363 особи, 40 дворів, православна церква, постоялий будинок, лавка, водяний млин.
- Кам'яний Брід — колишнє власницьке село при річці Тростяниця, 468 осіб, 59 дворів, православна церква, постоялий будинок.
- Сали — колишнє власницьке село при річці Тростяниця, 583 особи, 73 двори, православна церква, постоялий будинок, лавка, 2 водяних млини.
- Селець — колишнє власницьке село при річці Половні, 678 осіб, 83 двори, православна церква, постоялий будинок, лавка, водяний і 2 вітряних млини, винокурний завод.
- Топорище — колишнє власницьке село при річці Тростяниця, 645 осіб, 82 двори, православна церква, костел, школа, постоялий будинок, лавка.
- Турчинка — колишнє власницьке село при річці Ірша, 315 осіб, 31 двір, православна церква, постоялий будинок, водяний млин.